# اضطرابات فرنسا 2005
اضطرابات فرنسا 2005 هي موجة من العنف والشغب امتدت في البونليو الباريسية إلى وسطها وانتشرت إلى مدن ومناطق فرنسية أخرى بدءا من ليلة يوم 27 أكتوبر 2005 في كليشي سو بوا. وأعلنت حالة الطوارئ في 8 نوفمبر 2005، وتم تمديدها لمدة ثلاثة أشهر في 16 نوفمبر من نفس السنة من قبل البرلمان الفرنسي. بلغ محصول أعمال شغب، خلال 19 ليلة، 8,700 سيارة محروقة وعدة مباني عامة و 2,700 موقوف.

## سوابق
أثار نيكولا ساركوزي جدلا باستخدامه لغةً متشددة، كوصفه مثيري الشغب بأنهم «حثالة» وقوله إن العديد من الضواحي تحتاج إلى «تنظيف صناعي».
يعتبر بعض المحللون الاجتماعيون أن الاضطرابات لم تكن بفعل أية قوى دينية، وأثبتت الأحداث أن الإسلاميين لا يسيطرون على تلك الضواحي ومع أنه كانت لهم مصلحة في إعادة الهدوء، وبالتالي إثبات سلطتهم، وعلى الرغم من المحاولات المتعددة التي بذلوها لوقف العنف، فقد فشلوا في ذلك إلى حد كبير. لم يكن هنالك «ملتحون» وراء الاضطرابات، ولم يكن هنالك «إخوة كبار» لوضع حد لها. أما بالنسبة للمؤسسات الإسلامية في فرنسا، فقد أثبتوا بدورهم قِصَر باعهم في السيطرة على الأحداث، أو التأثير على القائمين بها.

## تطور الأحداث

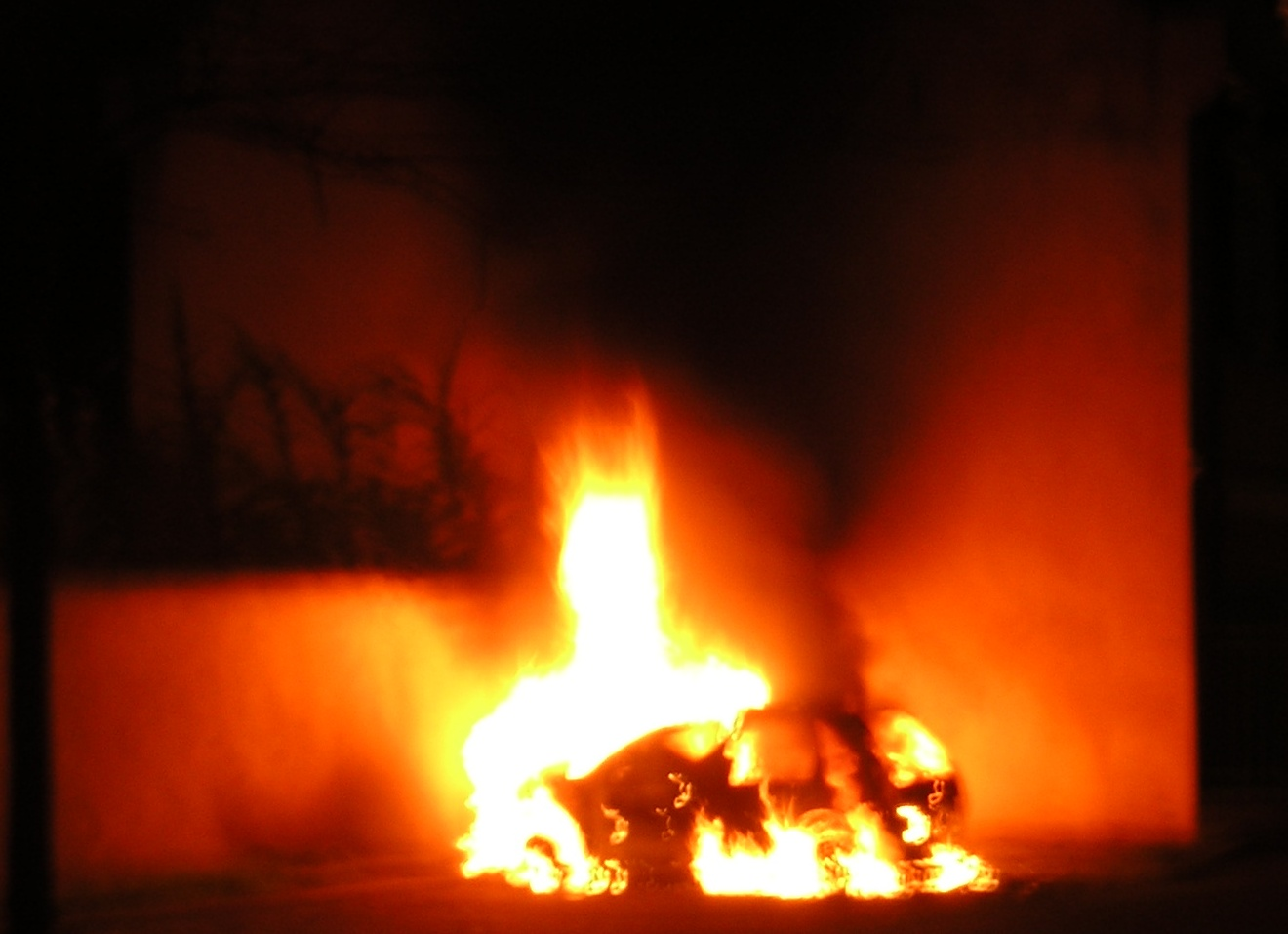
سيارة تحترق في ستراسبورغ.

توفي شابان، بونا تراورى البالغ الخامسة عشرة، وزياد بنة، 17 عاما، في حادث صعقا بعد دخولهما محطة فرعية للكهرباء في منطقة كليشي سو بوا. بعد فرارهم من الشرطة، وهو ما تنفيه السلطات.
نزل شبان ينحدرون من أصول مهاجرة إلى الشوارع للاحتجاج وتفجرت أعمال عنف تسببت في الليلة الأولى بإحراق 23 سيارة ورشق رجال الأمن بالحجارة.
في المنطقة الباريسية حلقت فوقها مروحيات للشرطة، تجنب الشبان المواجهات المباشرة مع شرطة مكافحة الشغب. وألقيت زجاجات حارقة على مفوضيات للشرطة. وتعرض عدد من الحافلات للهجوم والتدمير في باريس والمناطق. وقد طالت الأضرار المؤسسات المدنية في عدد من البلدات والمدن حيث أحرقت مدارس وحضانات عديدة في ضواحي العاصمة الفرنسية.
يؤكد أصدقاء القتيلين بأنهما ماتا هباءً ونتيجة أسلوب التفرقة العنصرية الذي تنتهجه معهم الشرطة. وقد أثيرت قضيتهما أثناء انتخابات الرئاسة الفرنسية التي كان يخوضها مرشح الرئاسة آنذاك ووزير الداخلية المستقيل نيكولا ساركوزي، فقد قيل له حين سأل عنهما أنهما لصّان هربا من الشرطة، بينما عرف رئيس الوزراء الفرنسي آنذاك دومنيك دوفيلبان حقيقة براءتهما. وقد نظمت مسيرة في الذكرى السنوية الأولى لوفاة الشابين شارك فيها المئات، وشعارها: ماتا من أجل لا شيء.

## تهدئة الأوضاع
عقد دو فيلبان اجتماعا مع إمام مسجد باريس رئيس المجلس الفرنسي للديانة الإسلامية دليل بو بكر ليطلب المساعدة على تهدئة النفوس وحضّ المسلمين على الامتناع عن المشاركة في أعمال العنف. أصدر بعدها اتحاد المنظمات الإسلامية في فرنسا فتوى تحظر المشاركة في أعمال العنف والقيام بأي عمل يضر بالممتلكات العامة والخاصة أو تلك التي تهدد حياة الآخرين.
تحدثت بعض الدول وبينها الولايات المتحدة عن «مخاطر حرب أهلية» في فرنسا، وأوصت رعاياها بتفادي المناطق الحساسة في الضواحي. وعلق بعدها نيكولا ساركوزي، الذي كان يشغل منصب وزير الداخلية خلال تلك الفترة، إن المشاكل التي تسببت باندلاع أعمال الشغب أُهملت على مدى ثلاثين عاما وستحتاج لوقت كبير لتُحل.

## وصلات خارجية
- تغطيات خاصة - أحداث العنف في فرنسا  الجزيرة.نت